# Krzywa Gospera
Krzywa Gospera – fraktal, nazwany na cześć Billa Gospera, który w swojej konstrukcji jest podobny do krzywej Hilberta i smoka Heighwaya.

Czwarty etap krzywej Gospera
Linia (od czerwonego do zielonego punktu) pokazuje jeden krok budowy krzywej Gospera